# Amtsgericht Husum

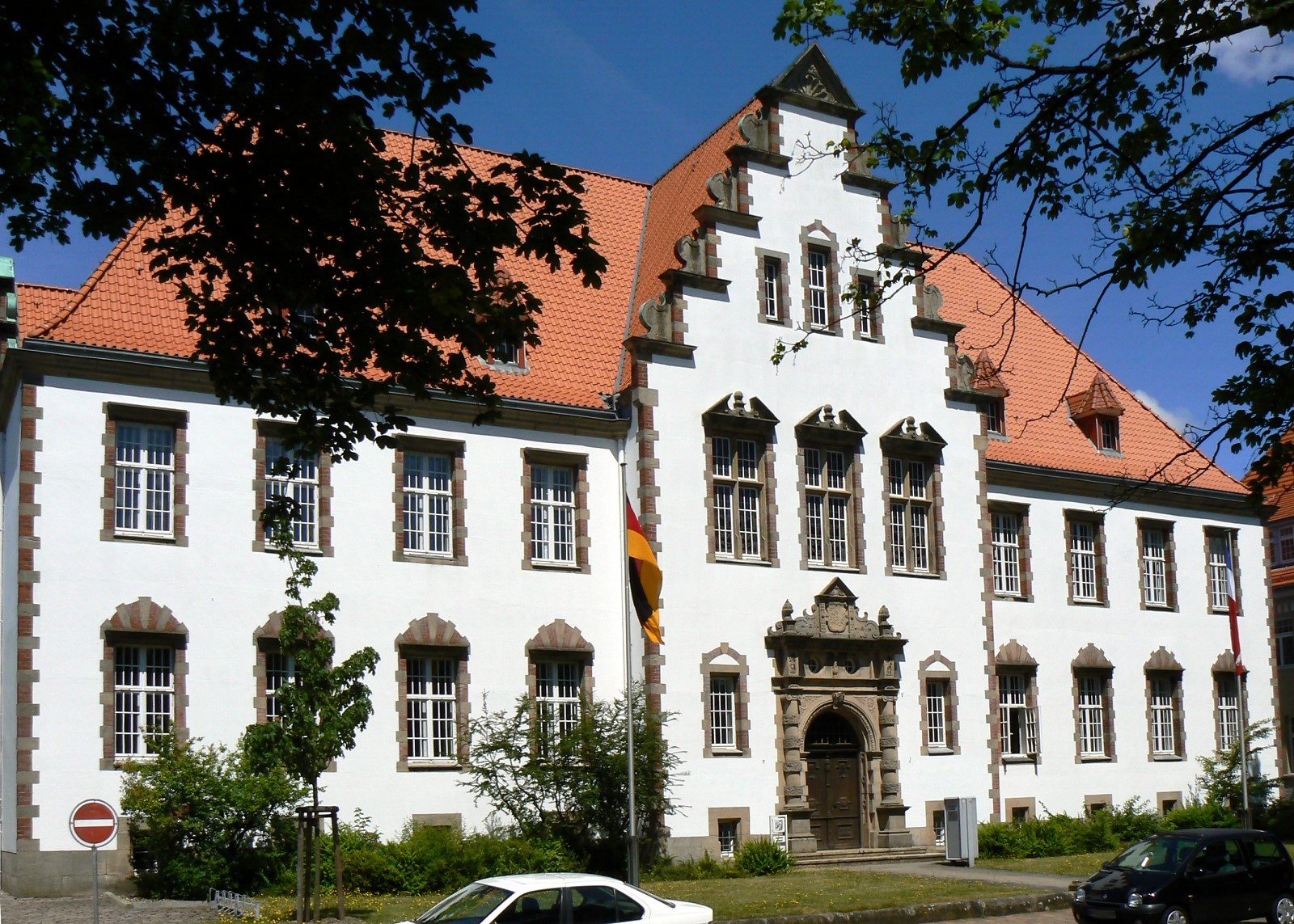
Amtsgericht Husum

Das Amtsgericht Husum ist ein Gericht der ordentlichen Gerichtsbarkeit und eines von vier Amtsgerichten (AG) im Bezirk des Landgerichtes Flensburg und eines von 22 Amtsgerichten im Lande Schleswig-Holstein.

## Gerichtssitz und -bezirk

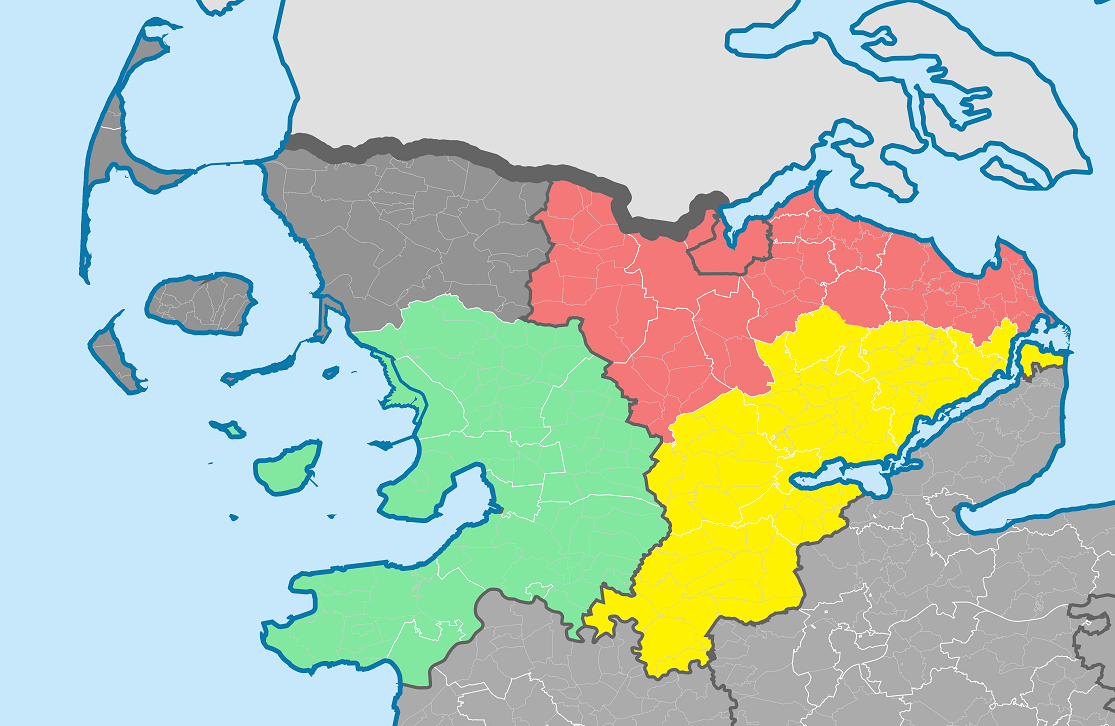
Gerichtsbezirke der dem LG Flensburg nachgeordneten Amtsgerichte
AG Niebüll
AG Flensburg
AG Husum
AG Schleswig

Sitz des Gerichts ist die Stadt Husum.
Der Gerichtsbezirk umfasst das Gebiet der folgenden Städte und Gemeinden.
| - Ahrenshöft - Ahrenviöl - Ahrenviölfeld - Almdorf - Arlewatt - Bargum - Behrendorf - Bohmstedt - Bondelum | - Bordelum - Bredstedt - Breklum - Drage - Drelsdorf - Elisabeth-Sophien-Koog - Fresendelf - Friedrichstadt - Garding | - Kirchspiel Garding - Goldebek - Goldelund - Grothusenkoog - Haselund - Hattstedt - Hattstedtermarsch - Högel - Hallig Hooge | - Horstedt - Hude - Husum - Immenstedt - Joldelund - Katharinenheerd - Koldenbüttel - Kolkerheide - Kotzenbüll | - Langenhorn - Löwenstedt - Lütjenholm - Mildstedt - Norderfriedrichskoog - Nordstrand - Norstedt - Ockholm - Oldenswort | - Oldersbek - Olderup - Ostenfeld (Husum) - Osterhever - Oster-Ohrstedt - Pellworm - Poppenbüll - Ramstedt - Rantrum | - Reußenköge - Sankt Peter-Ording - Schwabstedt - Schwesing - Seeth - Simonsberg - Sönnebüll - Sollwitt - Struckum | - Süderhöft - Südermarsch - Tating - Tetenbüll - Tönning - Tümlauer Koog - Uelvesbüll - Viöl - Vollerwiek | - Vollstedt - Welt - Westerhever - Wester-Ohrstedt - Winnert - Wisch - Wittbek - Witzwort - Wobbenbüll |

Zudem gehören zum Gerichtsbezirk die gemeindefreien Küstengewässer der zu Schleswig-Holstein gehörenden Nordsee, mit Ausnahme der Küstengewässer um Helgoland, die dem Bezirk des Amtsgerichts Pinneberg zugelegt wurden.
Das Amtsgericht Husum ist weiterhin im eigenen Bezirk auch Insolvenzgericht.

## Gebäude
Das Gerichtsgebäude befindet sich in einem denkmalgeschützten Gebäude unter der Anschrift Theodor-Storm-Straße 5, 25813 Husum. Es wurde 1906/07 von Oberbaurat Thömer als freistehender, walmgedeckter Putzbau mit Sandsteinportal im Stil der Neorenaissance errichtet.
In dem Gebäude des Amtsgerichts Husum tagt wöchentlich das Arbeitsgericht Flensburg.

## Übergeordnete Gerichte
Dem Amtsgericht Husum unmittelbar übergeordnet ist das Landgericht Flensburg. Dieses gehört zum Bezirk des Schleswig-Holsteinischen Oberlandesgerichts in Schleswig.

## Geschichte
Mit der Annexion Schleswig-Holsteins wurden 1867 in der nunmehr preußischen Provinz fünf Kreisgerichte und das übergeordnete Appellationsgericht Kiel eingerichtet. Als Eingangsgerichte wurden Amtsgerichte geschaffen, darunter das Amtsgericht Husum als eines von zwölf Amtsgerichten des Kreisgerichts Schleswig. Den Gerichtssprengel bildete die Stadt und der Gemeindebezirk Husum und die Kirchspiele Olderup, Hattstedt, Schwesing, Mildstedt-Ostenfeld, Schwabstedt, Simonsberg, Schobüll und Viöl.
Mit dem Inkrafttreten des deutschen Gerichtsverfassungsgesetzes am 1. Oktober 1879 wurden reichsweit einheitlich Amts-, Land- und Oberlandesgerichte geschaffen. Das Amtsgericht Husum blieb bestehe und war nun dem Landgericht Flensburg nachgeordnet.
Sein Gerichtsbezirk umfasste nun den Kreis Husum außer den Teilen, die den Amtsgerichten Bredstedt, Nordstrand und Pellworm zugeordnet waren.
Am Gericht bestanden 1880 zwei Richterstellen. Das Amtsgericht war damit ein mittelgroßes Amtsgericht im Landgerichtsbezirk.
1896 wurde das Amtsgericht Pellworm zum 1. Oktober 1896 aufgehoben. Die Gemeinden Pellworm und Hooge wurden dem Amtsgericht Husum, die anderen Gemeinden dem Amtsgericht Wyk auf Föhr zugeordnet. 1902 wurde das Amtsgericht Nordstrand aufgehoben. Sein Sprengel wurden dem Amtsgericht Husum zugeordnet. Mit Wirkung vom 1. Januar 1976 wurde das Amtsgericht Bredstedt aufgehoben und dessen Bezirk dem Amtsgericht Husum zugelegt.

## Wissenswertes
1867–1880 war Theodor Storm Richter am Amtsgericht Husum – ab 1867 als Amtsrichter und ab 1879 als Amtsgerichtsrat. Allerdings befand sich das Gericht damals im Schloss vor Husum, das jetzige Gerichtsgebäude wurde erst später gebaut.
Im Hauptsitzungssaal des Gerichts hängt ein großes Stormbild.

## Richter
- Theodor Storm (1867–1880)
- Emil Scheel (ab 1922)